# 아마데오 라바르타
아마데오 라바르타 레이(스페인어: Amadeo Labarta Rey; 1905년 3월 31일, 바스크 주 파사이아 ~ 1989년 7월 30일)는 스페인의 전 축구 선수이다. 그는 1928년 하계 올림픽의 축구 대회에 참가했다.